# (2855) Bastian
(2855) Bastian es un asteroide perteneciente al cinturón de asteroides, descubierto el 10 de octubre de 1931 por Karl Wilhelm Reinmuth desde el Observatorio de Heidelberg-Königstuhl, Alemania.

## Designación y nombre
Designado provisionalmente como 1931 TB2. Fue nombrado Bastian en honor al astrónomo alemán Ulrich Bastian.